# Iván Ríos
Manuel de Jesús Muñoz Ortiz, mais conhecido como Iván Ríos, ou também conhecido como José Juvenal Velandia (La Plata, Huila, 19 de dezembro de 1961 – Sonsón, 3 de março de 2008) foi um guerrilheiro colombiano, chefe do bloco central das Forças Armadas Revolucionárias da Colômbia e o chefe mais jovem desta guerrilla no Alto Comando Central.
Iván Ríos foi assassinado em 5 de março de 2008. A morte foi registrada entre as localidades de Sonsón (Antioquia) e Aguadas (Caldas).